# Palicourea pedunculosa
Palicourea pedunculosa là một loài thực vật có hoa trong họ Thiến thảo. Loài này được (Rich.) DC. mô tả khoa học đầu tiên năm 1830.